# Sławna (obwód tarnopolski)
Sławna (ukr. Славна) – wieś na Ukrainie w rejonie tarnopolskim należącym do obwodu tarnopolskiego. 
W II Rzeczypospolitej miejscowość w powiecie zborowskim województwa tarnopolskiego.
10 kwietnia 1944 r. nacjonaliści ukraińscy z OUN-UPA zamordowali 14 Polaków z tej miejscowości.
We wsi urodził się ukraiński poeta, pisarz, dziennikarz, pedagog Roman Zawadowycz.
Do 2020 w rejonie zborowskim.